# Écija Balompié
Écija Balompié is een Spaanse voetbalclub. Thuisstadion is het San Pablo in Écija in de autonome regio Andalusië. Het team speelt sinds 2023-2024 in de Tercera División Andaluza.

## Historie
De historie van het huidige Écija Balompié begint in 1968 als de club de naam aanneemt van de voorganger die werd opgericht in 1939 en ter ziele ging in 1965. De club speelt dan amateurvoetbal en weet in 1987 te promoveren naar de Tercera División. Hier verblijft de club in totaal 5 seizoenen. Tijdens het seizoen 1991-1992 promoveerde de club via een tweede plaats en de play-offs naar de Segunda División B en drie jaar later zelfs naar de Segunda División A. Daar zou het twee seizoenen verblijven en tijdens het eerste seizoen behaalde het de hoogste positie ooit met zijn dertiende plaats. Een jaar later daalt de club weer af naar de Segunda División B waar het tot het seizoen 2013-2014 zou verblijven, waarna een volgende degradatie volgde.  Na drie seizoenen in de Tercera División, zou het vanaf seizoen 2017-2018 weer aantreden in de Segunda División B.  Een zeventiende plaats was echter niet voldoende om de degradatie af te wenden.  Op het einde van het seizoen 2019-2020 volgde er weer een degradatie om financiële redenen naar División de Honor Andaluza.  Aangezien de ploeg geen enkele wedstrijd speelde tijdens het seizoen 2020-2021 zakte ze nog een reeks, zijnde Segunda División Andaluza.  Einde seizoen 2022-2023 zakte de ploeg nog verder weg naar de Tercera División Andaluza.
In totaal heeft de club tot en met seizoen 2023-2024 2 jaar in de Segunda División A, 21 seizoenen in de Segunda División B en 8 jaar in de Tercera División gespeeld.